# Mulleripicus
A Mulleripicus a madarak (Aves) osztályának harkályalakúak (Piciformes) rendjébe, ezen belül a harkályfélék (Picidae) családjába tartozó nem.

## Előfordulásuk
A szürke púderharkály kivételével, mely Indiában és Délkelet-Ázsiában fordul elő, a többi Mulleripicus-fajok elterjedése valamelyik Fülöp-szigetek-i és indonéziai szigetekre korlátozódik.

## Rendszerezés
A nembe az alábbi 4 faj tartozik:
- Mulleripicus fuliginosus Tweeddale, 1877[1] - korábban a M. funebris alfajának vélték
- Mulleripicus fulvus (Quoy & Gaimard, 1830)[2]
- Mulleripicus funebris (Valenciennes, 1826)[3]
- szürke púderharkály (Mulleripicus pulverulentus) (Temminck, 1826)[4]